# Роговик низький
Роговик низький (Cerastium pumilum) — вид рослин з родини гвоздикових (Caryophyllaceae). Етимологія: лат. pumilus — «карликовий».

## Опис
Однорічна, темно-зелена, часто червонувата трава, зазвичай до 20 см заввишки. Нижнє листя обернено-ланцетне, інше яйцеподібно-ланцетне, чи від яйцеподібно до широко-еліптичного. Листочки чашечки залозисті. Листочки віночка білі, зверху вирізані. Тичинок 5–10. Плід — коробочка.

## Поширення
Поширений у Тунісі, Марокко, Європі крім сходу й півночі, у Туреччині, Азербайджані, Вірменії, Ірані, Туркменістані.